# Tian’anmen-Zwischenfall
Der Tian’anmen-Zwischenfall fand am 5. April 1976 statt und war eine Trauerkundgebung tausender Chinesen zum Gedenken an den kurz zuvor verstorbenen Zhou Enlai, die politisch interpretiert wurde.
Derselbe Begriff wird gelegentlich für die gewaltsame Niederschlagung der chinesischen Studentenbewegung 1989 verwendet. Häufiger spricht man in diesem Zusammenhang vom Tian’anmen-Massaker.

## Hintergrund
In der Endphase der Kulturrevolution fanden andauernde Richtungskämpfe zwischen den Fraktionen der radikalen Maoisten um die Viererbande und den Reformern um Deng Xiaoping statt. Seit dem Februar 1976 wurde Deng von Studenten in Wandzeitungen und auf Demonstrationen, aber auch in Presseartikeln attackiert.
Der am 8. Januar verstorbene Zhou Enlai war der beliebteste Politiker der VR China, obwohl oder weil ihm keine so überzogene Heldenverehrung zuteilwurde wie Mao Zedong. Obwohl er die Kulturrevolution unversehrt überstanden hatte, wurde er mit dem liberaleren politischen Flügel identifiziert.

## Ereignis
Am Abend des 4. April, einen Tag vor dem Qingming-Fest, an dem traditionell der verstorbenen Ahnen gedacht wurde, versammelte sich eine Menge von mehreren Tausend chinesischen Bürgern auf dem Tian’anmen-Platz in Peking. Dort legten sie am Denkmal der gefallenen Helden Kränze, Gedichte, Blumen und Fahnen nieder, um Zhou Enlai zu ehren.
Am Morgen des 5. April stellten die sich erneut beim Denkmal einfindenden Massen fest, dass ihre Gaben von der Polizei als unerwünscht entfernt worden waren. Proteste wurden laut, in denen das Ende der Herrschaft Qin Shi Huangdis verkündet wurde, des 210 v. Chr. verstorbenen Gründers des chinesischen Kaiserreichs. Dadurch fühlten sich vermutlich sowohl Mao als auch seine radikalen Gefolgsleute angegriffen. Schließlich hatten sie 1973 in der Kampagne gegen Konfuzius und Lin Biao diesen absoluten Herrscher gepriesen und damit auch den Großen Steuermann der chinesischen Revolution gemeint. Die Proteste eskalierten schnell zu Schlägereien mit der Polizei, während derer auch einige Autos angezündet wurden. Die auf ca. 100.000 Personen angewachsene Menge stürmte daraufhin mehrere Regierungsgebäude rund um den Platz, bis sie sich gegen Abend weitgehend zerstreute. Ein zurückbleibender harter Kern von Protestierenden wurde gegen 22:00 Uhr von Polizei und Arbeitermilizen verhaftet.

## Folgen
Am 7. April wurde Deng Xiaoping im Namen Maos und des Zentralkomitees aller Parteiposten enthoben und unter Hausarrest gestellt. In den kommenden Monaten wurde die Kampagne gegen ihn fortgesetzt und Deng wurde als ein neuer Imre Nagy attackiert und der Zwischenfall auf dem Tian’anmen-Platz in negativer Weise mit dem ungarischen Aufstand von 1956 verglichen. Stattdessen wurde Hua Guofeng als neuer Kronprinz Maos etabliert.